# عبد المحسن البسام
عبد المحسن حمد البسام (12 ديسمبر) 1984، عنيزة) هو ضابط متقاعد في سلاح الجو الملكي السعودي ورائد فضاء سابق، وكان احتياطياً متخصص الحمولة، وعمل قائداً احتياطياً لمركبة فضائية.

## السيرة الذاتية
- ولد عبد المحسن حمد في 12 ديسمبر 1948 في محافظة عنيزة، السعودية.
- تخرج من كلية الملك فيصل الجوية في الرياض (بكالوريوس العلوم في علوم الطيران) عام 1972.
- وكان طيارا مقاتلا في القوات الجوية الملكية السعودية.
- وعمل بعد ذلك ملحقاً عسكرياً لسلاح الجو السعودي في سفارة المملكة العربية السعودية في لندن، المملكة المتحدة إلى أن تقاعد في عام 1997.[2]
- عمل مدرباً على مقاتلات (F5) من عام 1973 وحتى 1984م.
- اختير ليكون رائدَ فضاء احتياطي على المكوك الفضائي الأمريكي «ديسكفري» مع الأمير سلطان بن سلمان في مهمة إطلاق القمر الصناعي إلى الفضاء.
- وهو متزوج ولديه ابنان وثلاث بنات.[3]